# Damian Hollis
Damian Hollis (Fort Lauderdale, Florida, 19 de agosto de 1988) es un jugador de baloncesto estadounidense con nacionalidad húngara que actualmente juega con Piratas de La Guaira de la SPB de Venezuela. Con 2,03 metros de estatura, juega en la posición de alero.

## Trayectoria deportiva
Jugó durante cuatro temporadas con los George Washington Colonials y tras no ser elegido en el Draft de la NBA de 2009, comenzaría su carrera profesional en Hungría en las filas del Alba Fehérvár donde jugaría tres temporadas y más tarde, obtendría la nacionalidad de aquel país.
En 2013, se marcharía a Italia para jugar una temporada en el Angelico Biella y otra en Cantù. Tras un paso por el Rethymo griego, volvería a Italia para jugar en Brescia.
En 2016, jugaría en las filas del SL Benfica portugués para jugar la liga y la FIBA Europe Cup.
En el mes de julio de 2017 firmó con el JDA Dijon de la Pro A francesa tras ganar la liga portuguesa con el SL Benfica. Sin embargo dos semanas después canceló el contrato y acordó su incorporación al Pallacanestro Varese.
En abril de 2024 fue anunciado como refuerzo de los Piratas de La Guaira para la temporada 2024 de la SPB de Venezuela.

## Selección nacional
Hollis integró el seleccionado estadounidense que terminó como subcampeón en el Campeonato Mundial de Baloncesto Sub-19 de 2007.
En 2012 se nacionalizó como húngaro con la intención de sumarse a la selección de baloncesto de Hungría, pero no jugó oficialmente con el equipo. 